# Aileen Pringle

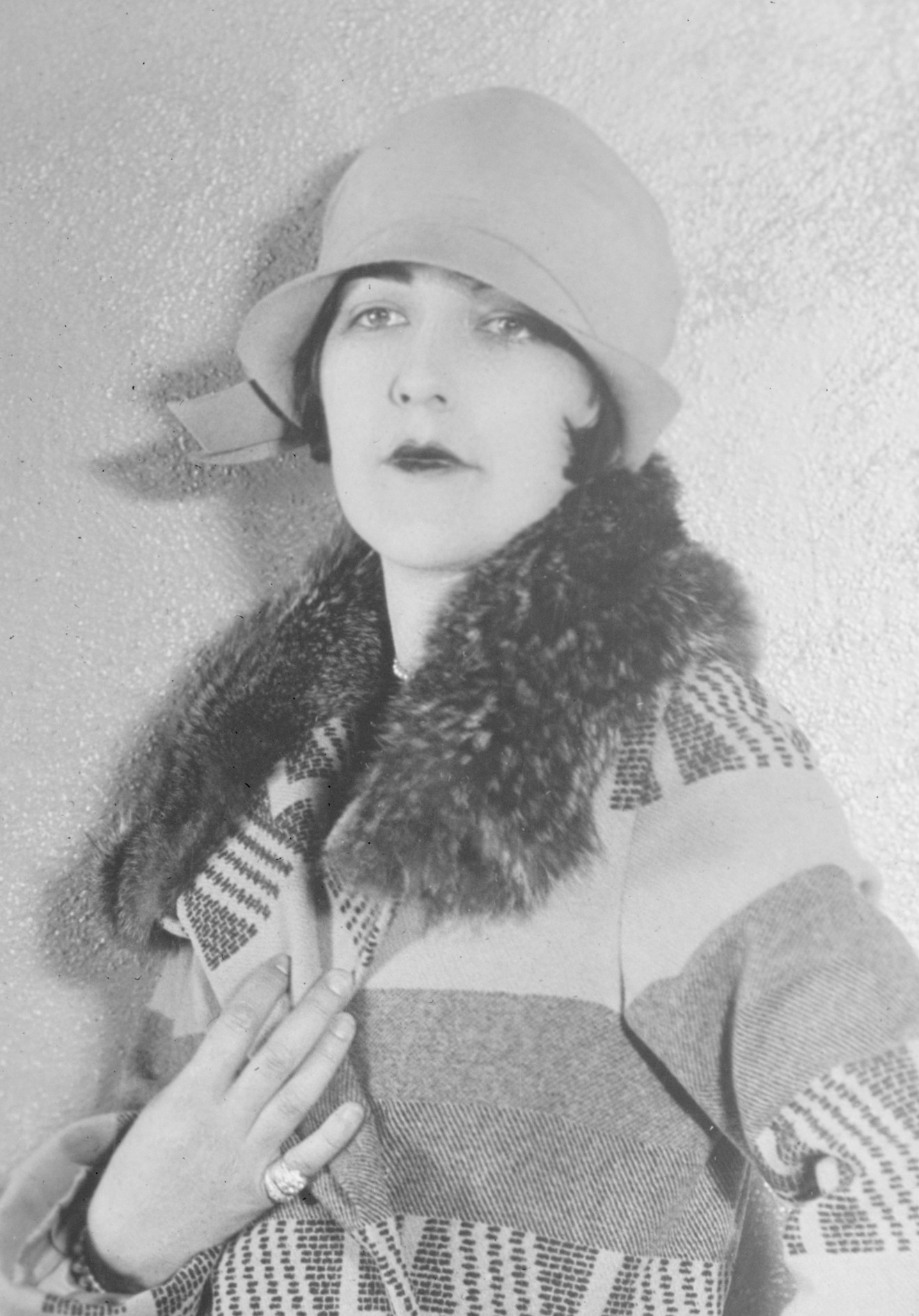
Aileen Pringle, 1926

Aileen Pringle (* 23. Juli 1895 in San Francisco, Kalifornien; † 16. Dezember 1989 in New York City, New York; eigentlich Aileen Bisbee) war eine US-amerikanische Schauspielerin.

## Leben
Aileen Pringle war die Tochter wohlhabender Eltern und wurde in Europa erzogen. Sie gab ihr Debüt als Schauspielerin 1915 in London, wo sie ihren ersten Ehemann, Lord Charles McKenzie Pringle, Plantagenbesitzer auf Jamaika und später Gouverneur der Bahamas, heiratete. Nach ihrer Rückkehr in die USA schaffte sie rasch den Sprung an den Broadway, wo sie unter anderem an der Seite von George Arliss auftrat. 1919 unterschrieb sie einen Filmvertrag bei Samuel Goldwyn und stieg zu einer beliebten Darstellerin romantischer Liebesgeschichten auf. Ihre größten Erfolge hatte sie 1924 in zwei Verfilmungen von Romanen der damals populären Autorin Elinor Glyn, Liebesurlaub einer Königin und Der lachende Kavalier. Beide Filme waren für die damalige Zeit sehr gewagt in ihrer Darstellung von Sexualität und dem offenen Umgang mit Tabuthemen wie Ehebruch und weiblicher Selbstbestimmung. Ihr Partner war damals oft der Schauspieler John Gilbert, so auch in The Wife of the Centaur, einer dramatischen Geschichte um zwei unglücklich verliebte Menschen, die viele Schicksalsschläge zu überstehen haben.
Aileen Pringle schien beim Zusammenschluss verschiedener Gesellschaften zur MGM eine vielversprechende Karriere vor sich zu haben, doch die Ankunft von Greta Garbo und ein sich verändernder Publikumsgeschmack führten zu einem rapiden Schwund ihrer Popularität. Pringle verlor die Hauptrolle in Fluten der Leidenschaft an Garbo und war eine Zeit lang auf Nebenrollen beschränkt. Gegen Ende der Dekade erlebte sie an der Seite von Lew Cody in einer Reihe von leicht frivolen Komödien eine Art von Comeback. Besonders ihr erster Film Adam and Evil zeigte Aileen Pringle nicht länger als Vamp, sondern als geistreiche Dame der besseren Gesellschaft. Mit dem Aufkommen des Tonfilms schwand die Karriere von Pringle rasch dahin und sie beendete ihre aktive Laufbahn als Statistin. Sie lebte die restlichen Jahrzehnte in großem Wohlstand in New York. Die Schauspielerin galt als hochintelligent, aber auch als arrogant und wenig kooperativ gegenüber der Klatschpresse. Mit dem Autor Henry L. Mencken verband sie eine lange Freundschaft.
In zweiter Ehe war Pringle mit dem Autor James M. Cain verheiratet. Die Ehe war kurz und verlief stürmisch. Sie schrieb in dem Zusammenhang an einen Freund über die Gründe für die Scheidung:

„Wäre ich immer noch mit diesem verrückten Cain verheiratet, ich würde eine Zwangsjacke tragen statt den New Look.“

Aileen Pringle gehörte zu den Beteiligten, die 1924 an Bord der Luxusjacht Oneida von William Randolph Hearst waren, als der Filmproduzent Thomas Ince auf mysteriöse Weise zu Tode kam.

## Filmografie (Auswahl)
- 1923: Martyrium der Liebe (The Christian)
- 1923: Der Markt der Seelen (Souls for Sale)
- 1924: Liebesurlaub einer Königin (Three Weeks)
- 1924: Wer war der Vater? (Name the Man)
- 1924: Der lachende Kavalier (His Hour)
- 1924: The Wife of the Centaur
- 1925: Ein Dieb im Paradies (A Thief in Paradise)
- 1925: Zigeuner im Frack (The Mystic)
- 1926: Abenteuer in New York (The Wilderness Woman)
- 1927: Adam and Evil
- 1927: Am Teetisch (Tea for Three)
- 1928: Wickedness Preferred
- 1928: The Baby Cyclone
- 1928: Ein Traum von Liebe (Dream of Love)
- 1930: Soldiers and Women
- 1931: Subway Express
- 1932: The Phantom of Crestwood
- 1932: The Age of Consent
- 1933: By Appointment Only
- 1934: Love Past Thirty
- 1936: The Unguarded Hour
- 1936: Seine Sekretärin (Wife vs. Secretary)
- 1937: The Last of Mrs. Cheyney
- 1937: Denen ist nichts heilig (Nothing Sacred)
- 1939: Die Frauen (The Women)
- 1939: Dr. Kildare: Unter Verdacht (Calling Dr. Kildare)
- 1941: Sprechstunde für Liebe (Appointment for Love)
- 1941: Sein letztes Kommando (They Died with Their Boots On)
- 1943: Dr. Gillespie’s Criminal Case
- 1944: Laura